# フィギュアフォークラブ
フィギュア・フォー・クラブは、本多尚基が主宰するアマチュアレスリングクラブである。略して「FFC」とも称す。名前の由来は顧問であるザ・デストロイヤーの得意技「足4の字固め（=フィギュア・フォー・レッグ・ロック）。
現在は、青山一丁目、用賀、日暮里、水道橋にてクラスを開設している。幼児・小学生から社会人まで、すべての年齢層や性別、経験など分け隔て無く、レスリングに取り組んでいる。